# Phoeniconotius eyrensis
Phoeniconotius eyrensis — викопний вид віялохвостих птахів родини фламінгових (Phoenicopteridae), що існував на межі олігоцену та міоцену в Австралії.

## Рештки
Описаний з лівого дистального тарсометатаруса з однію фалангою та другої фаланги правої ноги., що знайдені в Південній Австралії.

## Палеоекологія
У той час озеро Ейр було великим, але мілководним внутрішнім озером. У ньому проживало багато видів інших водних птахів, жаб, риб, черепах і крокодилів. Уздовж його берегів жили варани та сумчасті ссавці.